# Swedish Empire Live
Swedish Empire Live je druhé koncertní album švédské powermetalové kapely Sabaton vydané 20. září 2013. Na albu jsou záznamy ze 4 show, včetně vystoupení kapely na Woodstock festivalu v roce 2012. Earbook edice obsahuje 2 Blu-Ray, 2 DVD, 1 CD, bonusové DVD a 48 stránkový earbook.

## Seznam skladeb

### DVD 1 / Blu-ray 1
Woodstock Festival (Polsko)
1. The March To War
2. Ghost Division
3. Uprising
4. Gott Mit Uns
5. Cliffs Of Gallipoli
6. The Lion From The North
7. The Price Of A Mile
8. Into The Fire
9. Carolus Rex
10. Midway
11. White Death
12. Attero Dominatus
13. The Art Of War
14. Primo Victoria
15. 40:1
16. Metal Crüe
17. Panzer Batallion

Swedish Empire Tour
1. The March To War
2. Ghost Division
3. Gott Mit Uns
4. Poltava
5. Talvisota
6. Cliffs Of Gallipoli
7. 40:1
8. Swedish Pagans
9. The Carolean’s Prayer
10. The Lion From The North
11. The Hammer Has Fallen
12. Attero Dominatus
13. The Art Of War
14. En Livstid I Krig
15. Primo Victoria
16. Metal Crüe
17. The Great Orchestra Of Christmas Charity Foundation (krátký film)

### DVD 2 / Blu-ray 2
Göteborg (Německo)
1. The March To War
2. Ghost Division
3. Gott Mit Uns (švédská verze)
4. Carolus Rex (švédská verze)
5. White Death
6. Poltava (švédská verze)
7. 40:1
8. Karolinens Bön
9. Into The Fire
10. Cliffs Of Gallipoli
11. Lejonet Från Norden
12. The Hammer Has Fallen
13. Attero Dominatus
14. The Art Of War
15. En Livstid I Krig
16. Primo Victoria
17. Metal Crüe

Oberhausen (Německo)
1. The March To War
2. Ghost Division
3. Gott Mit Uns
4. Poltava
5. Carolus Rex
6. 40:1
7. Cliffs Of Gallipoli
8. Swedish Pagans
9. The Hammer Has Fallen
10. Attero Dominatus
11. The Art Of War
12. Primo Victoria
13. Metal Crüe

### DVD 3
(Earbook edice)

Londýn (Spojené království)
1. The March To War
2. Ghost Division
3. Poltava
4. Talvisota
5. The Carolean’s Prayer
6. Uprising
7. The Lion From The North
8. The Hammer Has Fallen
9. Coat Of Arms
10. The Art Of War
11. Primo Victoria
12. Metal Crüe

Videoklipy
1. Karolinens Bön (živě)
2. En Livstid I Krig (živě)

### CD
Woodstock Festival (Polsko)
1. The March To War
2. Ghost Division
3. Uprising
4. Gott Mit Uns
5. Cliffs Of Gallipoli
6. The Lion From The North
7. The Price Of A Mile
8. Into The Fire
9. Carolus Rex
10. Midway
11. White Death
12. Attero Dominatus
13. The Art Of War
14. Primo Victoria
15. 40:1
16. Metal Crüe

## Obsazení
- Joakim Brodén – zpěv
- Pär Sundström – basová kytara
- Chris Rörland – kytara, doprovodné vokály
- Thobbe Englund – kytara, doprovodné vokály
- Hannes van Dahl – bicí
- Robban Bäck – bicí